# .lv
.lv為拉脫維亞國家及地區頂級域（ccTLD）的域名。該域名于1993年4月29日啟用。該域名由拉脱维亚大学負責管理。任何國家的人都可以註冊域名，但拉脫維亞人有優先使用權。

## 外部連結
- IANA .lv whois information（页面存档备份，存于）